# Perfluorononanoato di ammonio
L'ammonio perfluorononanoato (noto in letteratura con l'acronimo APFN) è una molecola che in acqua ha proprietà di agente tensioattivo anionico. Il sistema binario APFN/H2O forma delle fasi intermedie solido-liquide (mesofasi liotropiche): il diagramma di fase del sistema APFN/H2O è caratterizzato, infatti, dalla presenza di due fasi liotropiche (lamellare e nematica) e da un'ampia regione isotropa. 
La fase nematica è di tipo I, e gli aggregati hanno un'anisotropia positiva e diamagnetica (in presenza di un campo magnetico, gli aggregati si allineano parallelamente alla direzione del campo). La transizione di fase da lamellare a nematica è considerata una transizione ordine-disordine.

## Formazione di vescicole multilamellari
Nel 2010, è stato dimostrato che la fase lamellare può formare vescicole multilamellari quando sottoposta ad uno sforzo di taglio. Questo fenomeno non è stato riscontrato in altri tensioattivi fluorurati.